# Koti (Burkina Faso)
Pour les articles homonymes, voir Koti (homonymie).
Pour le département et la commune rurale, voir Koti (département).
Koti est un village et le chef-lieu du département et la commune rurale de Koti, situé dans la province du Tuy et la région des Hauts-Bassins au Burkina Faso.

## Géographie
Koti se trouve à 30 km au sud-est de Pâ – et donc de la route nationale 1 – et à 130 km à l'est de Bobo-Dioulasso.

## Santé et éducation
Koti accueille un centre de santé et de promotion sociale (CSPS).